# Gösta Hall (1908–1987)
Gösta Valter Hall, född 6 oktober 1908 i Göteborgs Kristine församling, Göteborg, död 12 juni 1987 i Kista församling, Spånga, Stockholms län, var en svensk väg- och vattenbyggnadsingenjör.
Efter studentexamen 1927 utexaminerades Hall från Chalmers tekniska institut 1931. Han var ingenjör vid ingenjörsfirman John Nordenmark 1932–1933, vägingenjörsassistent i Örebro län 1933, biträdande vägingenjör i Västerbottens län 1937, konsulterande ingenjör i Örebro 1938, delägare i ingenjörsfirman Hall & Blennow i Örebro 1938–1943, förste byråingenjör vid kommunikationsdepartementet 1943, vägingenjör vid vägförvaltningarna 1943–1953, vägdirektör i Väg- och vattenbyggnadsverket 1954, byråchef i kommunikationsdepartementet 1946–1956 samt överdirektör och souschef i Väg- och vattenbyggnadsstyrelsen 1956–1968.
Hall var Sveriges ombud i vägtransportkommittén inom Förenta nationernas ekonomiska kommission för Europa i Genève 1949–1953, ordförande för svenska delegationen vid Förenta nationernas världskonferens rörande vägtrafik i Genève 1949 och ordförande i svenska delegationen för utredning om gemensam nordisk trafiklagstiftning. Han var vattentekniskt biträde vid Kammarkollegium 1947–1952, ledamot och sekreterare ett flertal statliga utredningar och sekreterare hos Väg- och vattenbyggnadsväsendets överrevisorer 1948–1956. Han var styrelseledamot i Association Internationale Permanente des Congrès de la Route (AIPCR) 1956–1966, ordförande i Nordiska Vägtekniska Förbundet 1962–1966 och ordförande i dess svenska avdelning från 1958. Han var förordnad som enmansutredare för undersökning av kostnaderna för övergång till högertrafik 1960 samt vice ordförande och verkställande ledamot i statens högertrafikkommission 1963–1965. Han var även expert i 1960 års naturvårdsutredning.